# Camp de Gurs
Le camp de Gurs est un camp d'internement construit en France à Gurs près d'Oloron-Sainte-Marie dans les Basses-Pyrénées (actuellement Pyrénées-Atlantiques) par le gouvernement d'Édouard Daladier entre le 15 mars et le 25 avril 1939 pour interner les personnes fuyant l'Espagne (Républicains espagnols, combattants des Brigades internationales) après la prise de pouvoir du général Franco.
Au début de la Seconde Guerre mondiale, le même gouvernement y interna des étrangères ressortissantes des pays en guerre contre la France ainsi que des militants du Parti communiste français, favorables au Pacte germano-soviétique.
Après l'armistice du 22 juin 1940, signé avec l'Allemagne par le gouvernement français de Pétain, le camp fut utilisé comme camp d'internement mixte pour des Juifs de toutes nationalités – sauf français – capturés et déportés par le régime nazi dans des pays sous son contrôle (Allemagne, Autriche, Belgique, Pays-Bas). Près de 4 000 Juifs furent transférés au camp de Drancy, entre le 6 août 1942 et le 3 mars 1943, puis en Pologne au camp d'Auschwitz où ils furent presque tous assassinés.
Au cours de la Seconde Guerre mondiale, le camp reçoit en plus des personnes qui avaient traversé la limite avec la zone occupée par les Allemands, des Espagnols qui avaient déjà été détenus au camp et qui, libérés à l’automne 1940, se trouvaient dans la région sans justifier d’emploi, des Espagnols en provenance d’autres camps fermés en raison des conditions de vie ou du faible nombre de détenus, des apatrides, des gitans, certains prisonniers de droit commun en attente de jugement (prostitution, marché noir, faux papiers, etc.).
Après la libération de la France, et avant sa fermeture définitive en 1946, y furent brièvement internés des prisonniers de guerre allemands, des Français ayant collaboré avec les Allemands et des combattants espagnols qui avaient pris part à la Résistance, mais que leur volonté de mettre fin à la dictature de Franco rendait dangereux aux yeux des Alliés.
Environ 64 000 personnes y ont été internées, et 1 072 y sont mortes, entre son ouverture en mars 1939 et sa fermeture à la fin de la guerre en août 1944.

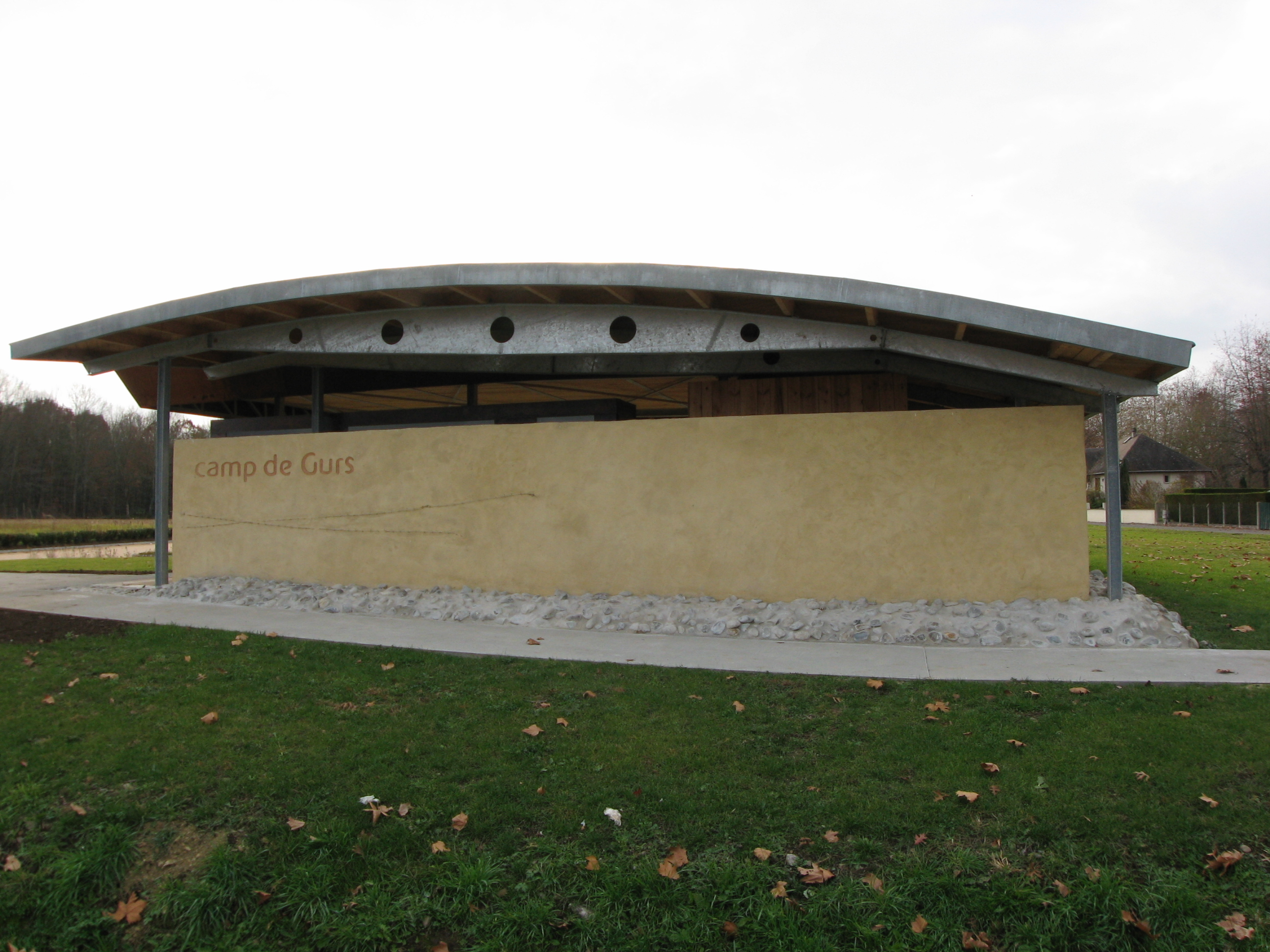
Mémorial, Gurs, 2007.

## Le camp

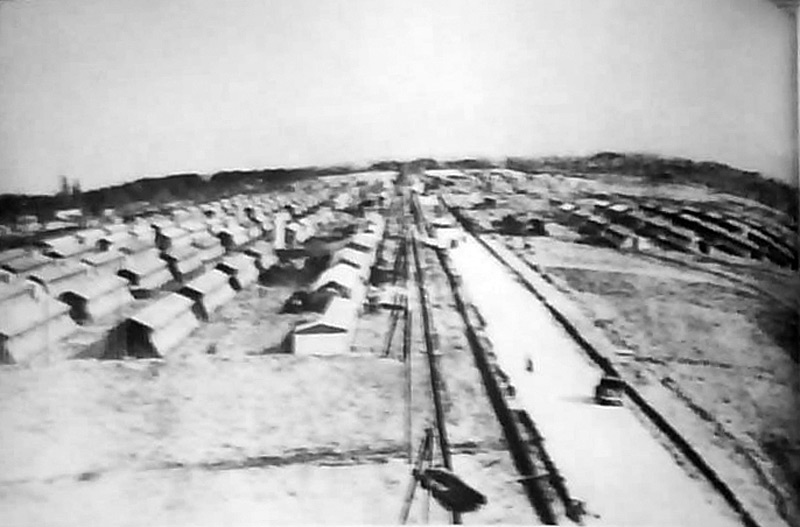
Vue du camp d'internement de Gurs vers 1939.

À la suite de la victoire des troupes putschistes de Franco, Mola, Yagüe et Queipo de Llano sur les troupes républicaines espagnoles en 1939, de nombreux combattants et combattantes, dont ceux et celles qui craignaient les représailles franquistes, fuirent vers la France.
Le gouvernement d'Édouard Daladier construisit plusieurs camps pour enfermer les masses de gens qui arrivaient sans cesse sur le territoire français (du fait de la proximité géographique). Gurs fut le plus important d'entre eux, érigé sur les communes de Gurs, Dognen et Préchacq-Josbaig, dans le département des Basses-Pyrénées (actuelles Pyrénées-Atlantiques), à 84 kilomètres à l'est de l'océan Atlantique et 34 kilomètres au nord de la frontière espagnole.
On choisit pour l'installation du camp une colline allongée, plate à son sommet, argileuse, dont l'utilité pour l'agriculture était pratiquement nulle : terres à maïs et landes à bovins. La construction débute le 15 mars 1939 sous la tutelle des Ponts-et-Chaussée et n'est pas achevée à l'arrivée du premier groupe de réfugiés, le 4 avril de la même année. Le chantier est déclaré terminé le 25 avril.

### Les conditions de vie

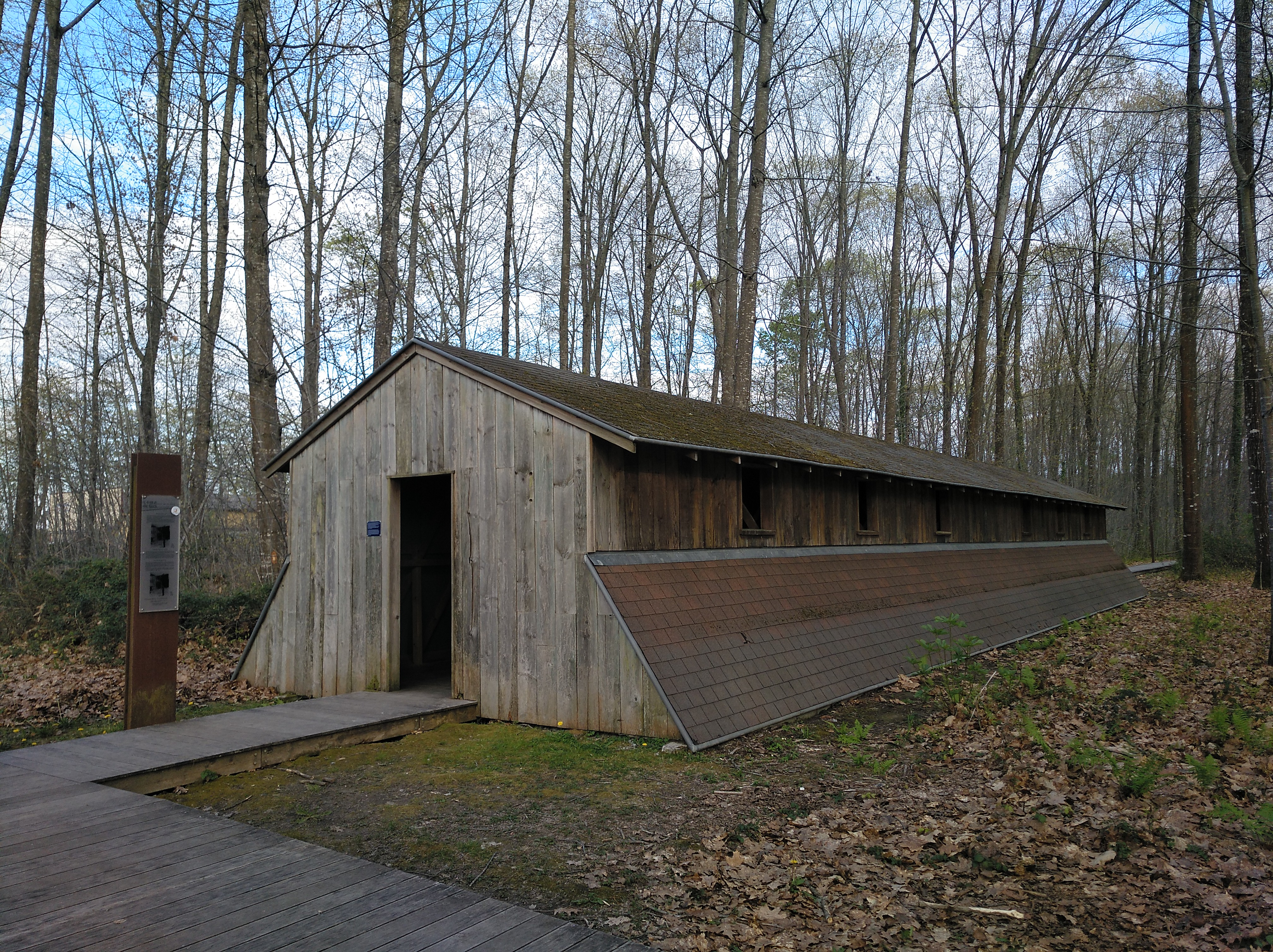
Barraque reconstituée.

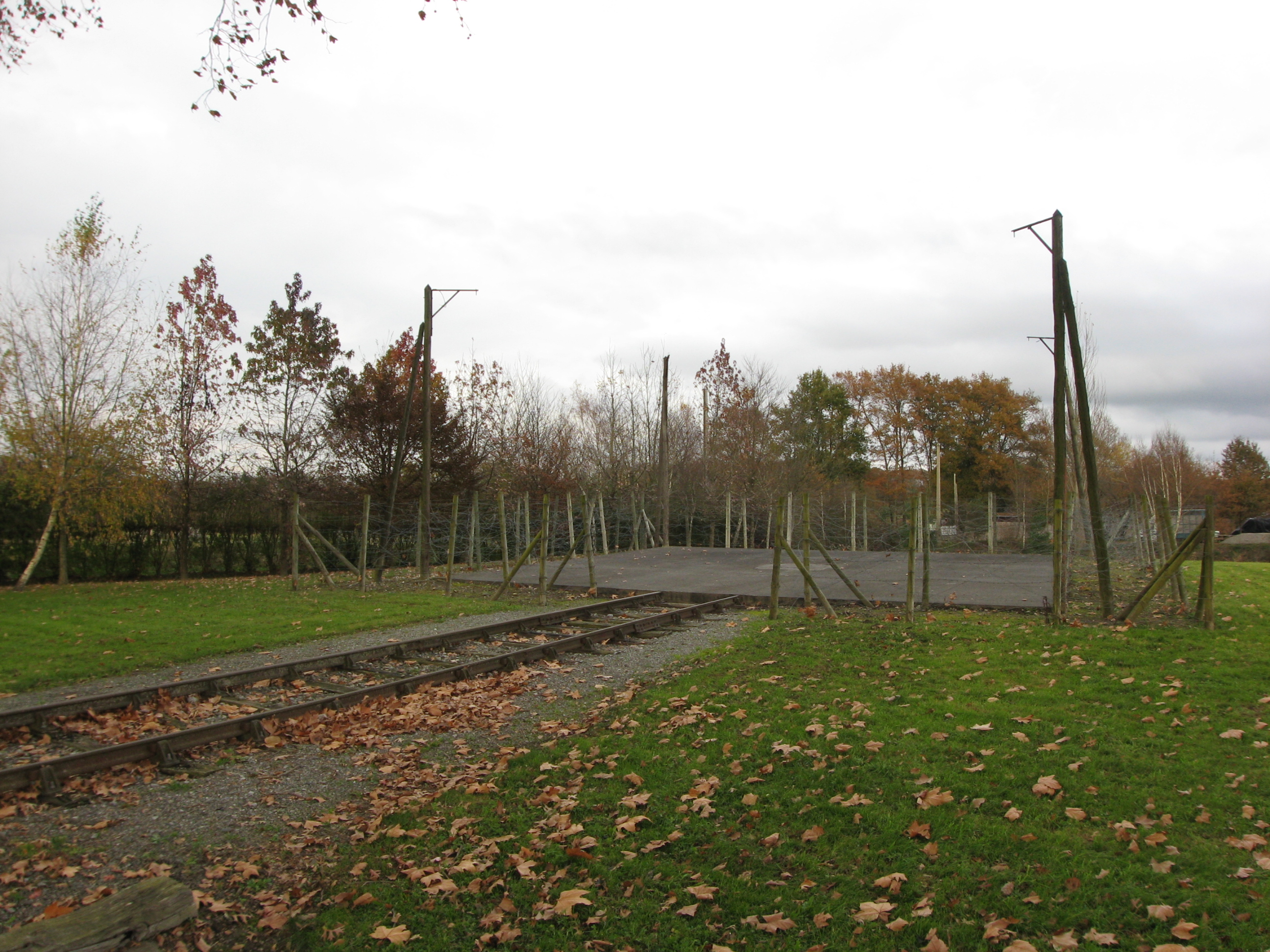
Barbelés pour le départ.

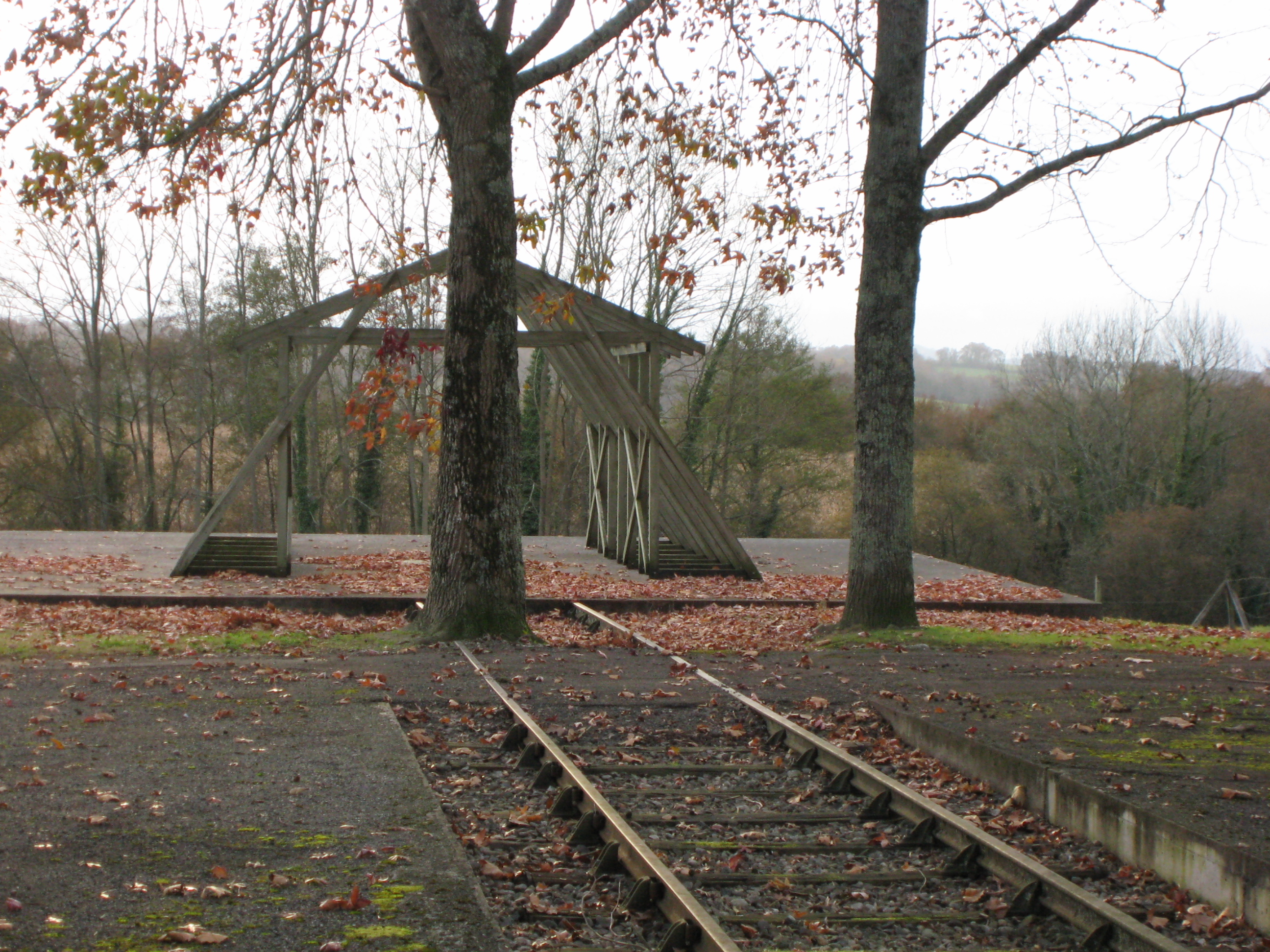
Voie ferrée pour l'acheminement.

Le camp s’étendait sur près de 2 kilomètres de long et sur 400 mètres de large, couvrant une superficie de 79,6 hectares. Une seule rue le traversait sur sa longueur. De part et d’autre de celle-ci étaient délimitées des parcelles de 200 mètres de long et de 100 de large, appelés îlots, sept d’un côté et six de l’autre. Les parcelles étaient séparées les unes des autres, et de la rue, par des murets qui étaient doubles sur la partie extérieure, formant un chemin emprunté par les gardes.
Chaque parcelle contenait 30 baraques, pour un total de 382. Ce type de baraque avait été inventé par les troupes françaises durant la Première Guerre mondiale ; installées près du front mais abritées de l’intensité des tirs de l’artillerie ennemie, elles étaient destinées à accueillir pour quelques jours les soldats qui arrivaient de l’arrière et qui attendaient leur affectation à la tranchée qu’ils devaient défendre. Elles étaient faites de planches de bois recouvertes de toile imperméabilisée et étaient de construction et de taille identiques. Aucune fenêtre ni ouverture d’aération n’avaient été prévues. Elles ne protégeaient pas du froid et très vite la toile imperméable se détériorait, laissant entrer les eaux de pluie. Il n’y avait pas de meubles et il fallait dormir sur des sacs emplis de paille, jetés à même le sol. Durant les périodes d’occupation maximale du camp, chaque baraque accueillit jusqu’à 60 personnes.
La nourriture était rare et de mauvaise qualité ; il n’y avait pas de sanitaires, d’eau courante, ni d’hygiène, dans les baraques. Le camp ne disposait pas de drainage. La zone, à cause de la proximité de l’océan Atlantique, est souvent arrosée par la pluie, ce qui fait que le terrain argileux, à l’exception des mois d’été, était un bourbier permanent. Les détenus, avec les quelques cailloux qu’ils pouvaient trouver, essayaient tant bien que mal d’empierrer les chemins pour résoudre le problème de la boue. Des arbustes qui avaient été dépouillés de leurs épines avaient été disposés pour faciliter le passage des personnes entre les baraques et les latrines.
Dans chaque îlot il existait des lavabos rudimentaires, semblables aux abreuvoirs utilisés pour les animaux, et une plate-forme de 2 mètres de haut, à laquelle on accédait par un escalier et sur laquelle étaient construites les latrines. Sous la plate-forme, des grands réservoirs recueillaient les excréments. Une fois pleins, ils étaient transportés en charrette à l’extérieur du camp. Les clôtures s’élevaient à 2 mètres de haut, n’étaient pas électrifiées, ni jalonnées de tours de garde avec des sentinelles dirigeant leurs mitraillettes sur les détenus. L’ambiance était radicalement différente de celle des camps de concentration et il n’y eut ni exécution ni sadisme de la part des gardes.
Fuir du camp n’était pas difficile : les clôtures n’étaient pas très solides et la surveillance n’était pas très sévère. Mais mal vêtues, sans argent ni connaissance de la langue du pays, les personnes qui fuyaient étaient vite rattrapées et renvoyées au camp. À leur retour, elles étaient internées dans un îlot surnommé l’îlot des « révoltés ». En cas de récidive, elles étaient envoyées dans un autre camp. Mais lorsqu’une aide extérieure était possible, la fuite, en Espagne ou dans une cache sur le sol français, pouvait réussir. Ils furent 755 dans ce cas.

### L'action d'organisations humanitaires
À partir du 20 décembre 1940, différentes organisations de secours purent apporter leur aide : en plus du gouvernement basque en exil, des postes du Secours suisse s’installèrent à Gurs, ainsi que des organisations juives françaises tolérées par le régime de Vichy et des organisations protestantes comme les Quakers, la Cimade et le YMCA.
Bien que le camp fût situé dans une zone où les habitants étaient dans leur grande majorité catholiques, la présence de nombreux combattants républicains de la Guerre d'Espagne et de nombreux communistes hostiles au clergé fit qu'aucune organisation catholique n’offrit d’aide aux prisonniers.
Le 15 février 1941, vint s’ajouter l’Œuvre de secours aux enfants (organisation juive), qui installa un dispensaire médical et obtint du gouvernement de Vichy la permission de faire sortir de Gurs de nombreux enfants, qu’elle plaçait dans des foyers répartis sur toute la France.

## Les détenus

### D'Espagne
Les réfugiés en provenance d’Espagne furent répartis en quatre groupes portant des noms français.
Brigadistes : soldats volontaires ou mercenaires, en général originaires d'Europe centrale (Russie, d'Allemagne, des Pays baltes, d'Autriche, de Tchécoslovaquie, etc.) venus soutenir les républicains en Espagne dans les Brigades internationales. De par leurs pays d’origine il ne leur était pas possible de retourner chez eux. Beaucoup parviennent à s’enfuir et la majorité finit par s’engager dans la Légion étrangère française.
Basques : il s’agissait de gudaris (basques nationalistes), qui avaient pu sortir de l’encerclement de Santander et qui, transportés par mer vers la zone républicaine, avaient continué la lutte de l’extérieur. Du fait de la proximité entre Gurs et leur terre d’origine, ils parvinrent presque tous à obtenir des soutiens qui leur permirent de quitter le camp et de trouver travail et refuge en France.
Aviateurs : ils étaient membres du personnel à terre de l’aviation républicaine. En tant que mécaniciens, il leur fut aisé de trouver des entreprises françaises qui, leur donnant du travail, leur permirent de quitter le camp.
Espagnols : c’étaient surtout des paysans ou des personnes peu qualifiées professionnellement. Ils n’avaient personne en France qui eût pu s’intéresser à eux. Représentant une charge pour le gouvernement français, une campagne de harcèlement est menée pour qu’ils soient rapatriés en Espagne, mais seule une minorité d'entre eux, essentiellement composée de Basques, se laisse convaincre, d'autant que le gouvernement franquiste marque peu d'intérêt pour le retour de ses ressortissants, ce qui explique le rythme excessivement lent du rapatriement.
De 1939 à l’automne 1940, c’est la langue espagnole qui dominait dans le camp. Les détenus créèrent un orchestre et aménagèrent un terrain de sports. Le 14 juillet 1939, fête nationale française, les 17 000 internés d’origine espagnole défilèrent martialement sur le terrain de sports et chantèrent La Marseillaise, et offrirent des démonstrations de sport, et des concerts vocaux et instrumentaux.
Les Allemands des Brigades internationales éditèrent un journal qui parut sous le nom de Lagerstimme K.Z. Gurs, et connut plus de cent numéros. Les habitants des environs pouvaient approcher le camp et vendre des produits alimentaires aux internés. Pendant quelque temps, le commandant du camp autorisa quelques-unes des femmes du camp à louer une charrette à cheval et les laissa sortir du camp pour acheter des provisions à des coûts moins élevés. Un service de courrier fonctionnait et, bien que de façon très occasionnelle, les visites étaient autorisées.

### De France

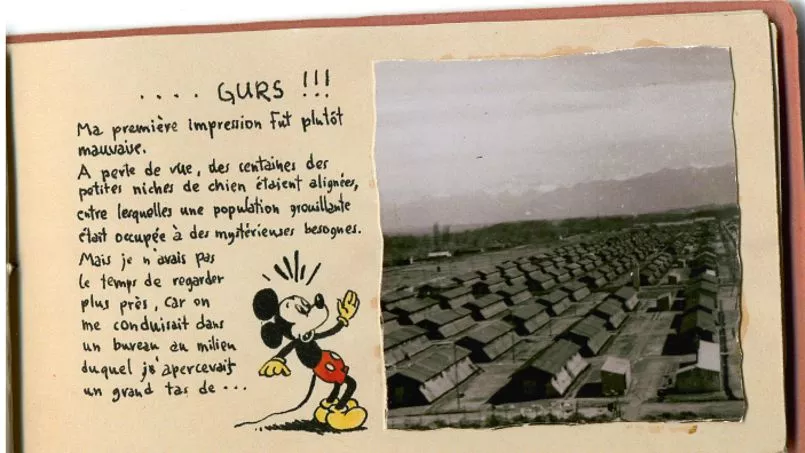
Vignette de Mickey au camp de Gurs, bande dessinée de Horst Rosenthal relatant son internement au camp.

Au début de la Seconde Guerre mondiale, le gouvernement d'Édouard Daladier, puis le régime de Vichy utilisèrent le camp pour des prisonniers de droit commun, pour des « indésirables », puis après l'armistice du 22 juin 1940 pour des familles juives venues des zones occupées par l'Allemagne.
Dans une récente étude, le chercheur Jacky Tronel révèle que le camp fut aussi la prison militaire de Paris repliée.
Des Allemands qui se trouvaient en France, quelle que soit leur origine ou tendance politique, en tant que citoyens étrangers d’une nation ennemie. Parmi ceux-ci se trouvait un nombre important de juifs allemands qui avaient précisément fui le régime nazi, comme Hannah Arendt, réfugiée en France en 1933 et internée au camp de Gurs en mai 1940.
Des militants français de gauche (syndicalistes, socialistes, anarchistes et surtout communistes), jugés dangereux depuis le Pacte germano-soviétique. Les premiers d’entre eux arrivèrent le 21 juin 1940 et la majorité d’entre eux fut réaffectée dans d’autres camps avant la fin de la même année.
Des pacifistes qui refusaient de travailler dans l’industrie de l’armement de guerre.
Des Tsiganes, dont l'écrivain Matéo Maximoff
Des représentants de l'extrême droite française qui sympathisaient avec l'armée allemande ou l'idéologie nazie.
Avec la signature de l’armistice du 22 juin 1940 entre la France et l’Allemagne, la région où se situait le camp faisait partie de la zone libre administrée par le régime de Vichy, et le camp passe sous autorité civile.
Le commandant militaire qui avait été nommé par le précédent gouvernement, avant de transmettre l’autorité, brûla les archives et laissa les détenus républicains espagnols s'échapper et disparaître parmi la population française. D’un autre côté, une fois les archives brûlées, de nombreux ex-détenus eurent de grandes difficultés à la fin de la guerre pour obtenir les compensations qui leur étaient dues pour avoir été internés.
Sept cents de ces prisonniers, retenus en raison de leur nationalité ou de leurs affinités avec le régime nazi, furent libérés entre le 21 août — date d’arrivée à Gurs de la commission d’inspection envoyée par le gouvernement allemand — et octobre.

### De Belgique
Juifs : à partir du 10 mai 1940, cinquante convois de familles, pour la plupart juives, déportées vers la France par les Allemands après l'occupation de la Belgique.

### Des Pays-Bas
Le premier contingent arriva à Gurs le 21 mai 1940, onze jours après que le gouvernement allemand eut commencé sa campagne occidentale par l’invasion des Pays-Bas.

### D'autres pays occupés par le Reich
Des citoyens de pays qui étaient dans l’orbite du Reich, tels que l’Autriche, la Tchécoslovaquie, l’Italie ou la Pologne.

### D'Allemagne

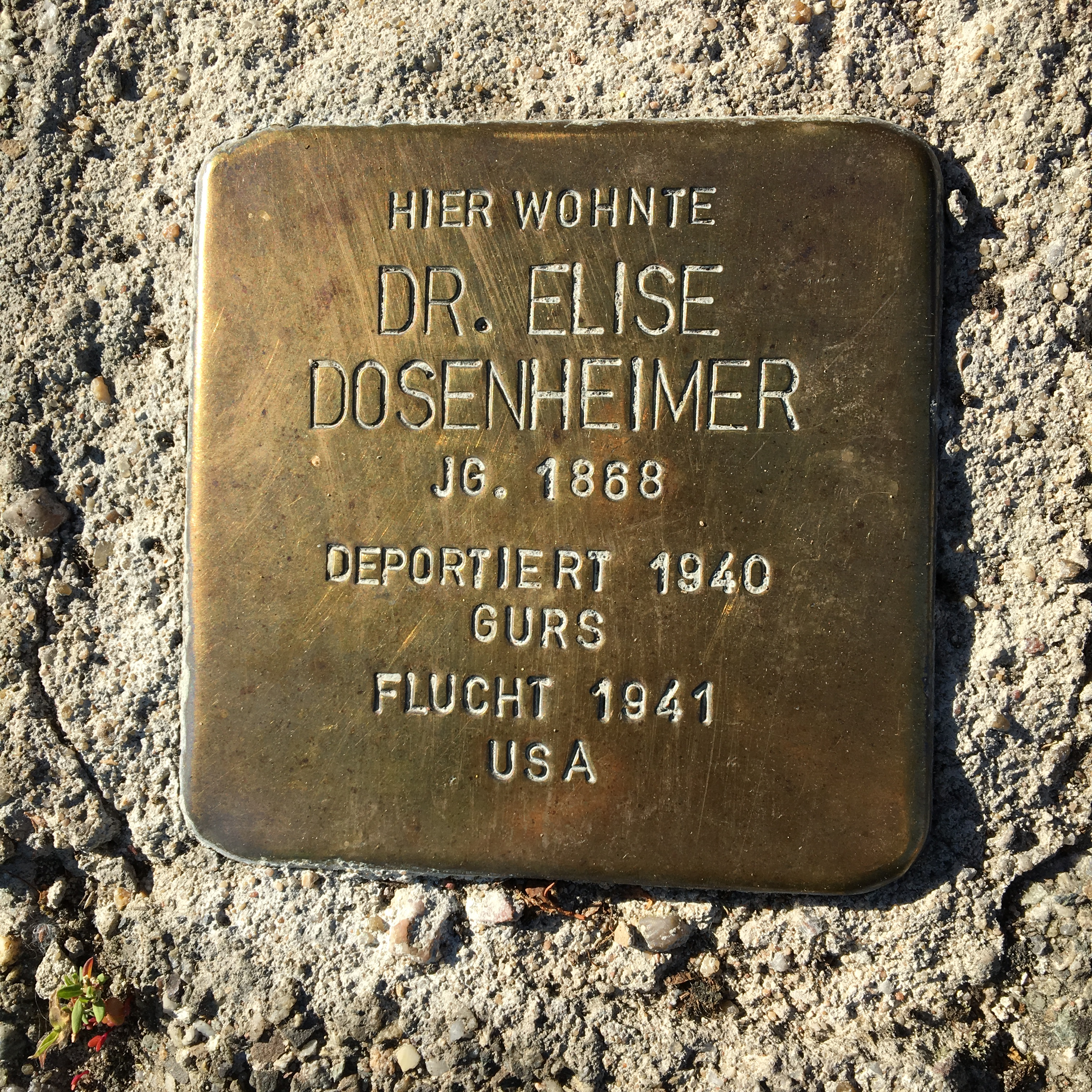
Stolpersteine à Heidelberg, Blumenthalstrasse.

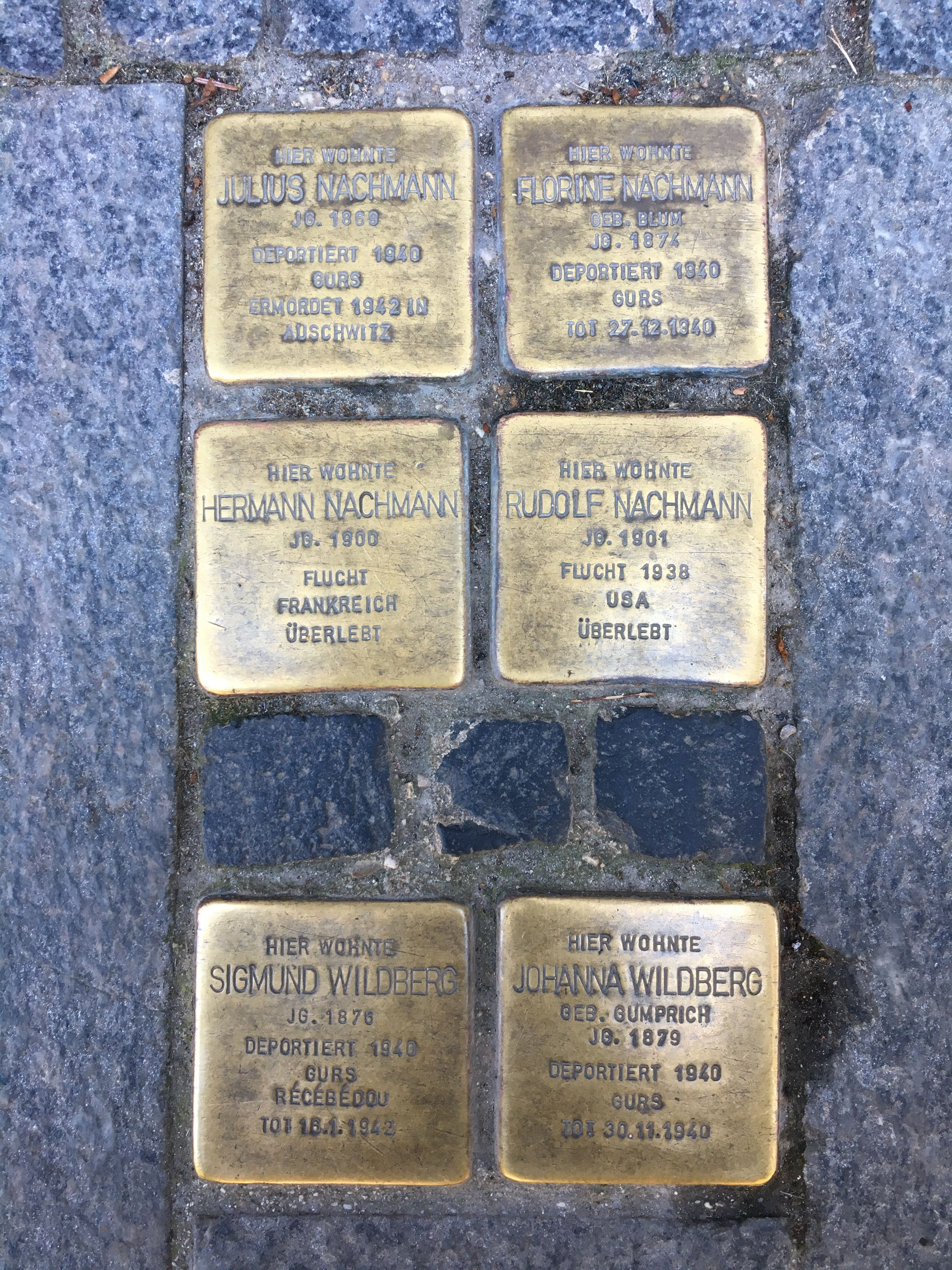
Stolpersteine à Baden-Baden au 20 Sophienstrasse.

Des juifs allemands déportés par les SS depuis l’Allemagne après l'armistice du 22 juin 1940.
La période la plus pénible du camp se déroula durant octobre 1940. Du 22 au 25 octobre, les derniers Juifs habitant encore le pays de Bade, la Sarre et le Palatinat sont expulsés vers la France, en zone libre, dans le cadre de l'« opération Bürckel ». Le gouvernement de Vichy proteste vainement contre ce refoulement contraire à la convention d'armistice et, dans l'urgence, sans aucune préparation préalable, dirige plus de 6 500 expulsés — essentiellement des femmes, des enfants et des personnes âgées — vers le camp de Gurs. Les conditions de vie étaient très difficiles et durant l’année où ils demeurent au camp, plus d’un millier d’entre eux décédent, victimes de maladies, plus particulièrement du typhus et de la dysenterie.
Parmi ceux qui arrivent au camp, sept cents environ peuvent s’enfuir vers l'Espagne pour rejoindre l'Afrique du Nord ou les États-Unis, et près de 2 000 obtiennent finalement des visas qui leur permettent d’émigrer régulièrement vers d'autres pays.
Parmi ceux qui restent, plusieurs milliers, les hommes en meilleure condition physique sont incorporés aux bataillons de travail français. Parmi eux, Max Dreifuss, originaire d'Eichstetten, laisse un témoignage après son arrivée en Uruguay.
La déportation des juifs allemands à Gurs en octobre 1940 constitue un cas unique. D’un côté, il s’agit de l’unique déportation de juifs réalisée vers l’Ouest de l’Allemagne par le régime nazi. De l’autre, la conférence de Wannsee qui précise le programme d’extermination, se tient en janvier 1942.

## Administration du camp
Autour du camp, des dépendances destinées à l’administration et au corps de garde avaient été érigées. Le camp de Gurs fut placé, dès l'origine et jusqu'à sa fermeture le 1er novembre 1943, sous administration française. L’administration et la garde du camp dépendirent de l’autorité militaire jusqu’à l’automne 1940, puis passèrent sous l’autorité civile à l’avènement du Régime de Vichy.
Les deux commandants du camp, à l'époque de la gestion militaire, du 2 avril 1939 au 23 juin 1940, furent :
- le commandant Terneau, du 31 mars au 31 mai 1939 ;
- le commandant Davergne, du 1er juin 1939 au 26 novembre 1940.

Tous deux étaient chefs d’escadron de la Garde mobile. Le commandant Davergne entra par la suite, dans la Résistance au sein de l'Organisation de résistance de l'Armée (ORA).
Le chef de camp joua un rôle essentiel dans l'administration du camp et la vie quotidienne des internés. Il avait rang de sous-préfet et ne rendait compte qu'au préfet des Basses-Pyrénées. Il décidait des modalités de l'administration et de la garde du camp. C'est lui qui signait les actes d'internement ou de libération des détenus. C'est lui qui, en 1942 et 1943, établit les listes de déportés. Les chefs de camp civils du camp de Gurs pendant la guerre furent :
- Maurice Eisering, commissaire-divisionnaire de police, prit ses fonctions le 26 novembre 1940. Il obtint sa mutation le 1er janvier 1941 ;
- Georges Kaiser, commissaire principal de police, dirigea le camp du 1er janvier 1941 au 1er septembre 1942. Cependant, le personnage clé de l'administration du camp fut René Gruel qui occupait le poste de gestionnaire-intendant du camp ;
- René Gruel est nommé chef de camp le 1er septembre 1942. Il a laissé le souvenir d'un fonctionnaire modèle du régime de Vichy, montrant ses qualités d'organisateur lors des déportations de l'été 1942 et de février-mars 1943. Le coup de main de la Résistance, le 25 septembre 1943, au cours duquel les maquis de Mauléon et Tardets s'emparèrent de presque toutes les armes entreposées dans l’armurerie du camp, provoqua sa chute[17].

En juillet 1942, Theodor Dannecker, qui dirigeait à Paris, l'antenne de la section IV J de la Gestapo, chargée de la « question juive », fit une tournée d'inspection au camp de Gurs ; il précisa dans son rapport : « Les baraques sont en très mauvais état… et la capacité d'absorption du camp s'en trouve fortement réduite. Nombre total d'internés (Juifs) : deux mille cinq cent quatre-vingt-dix-neuf dont mille neuf cent douze anciens sujets allemands, ainsi que trois cent trente-cinq autres déportables ! » D'août 1942 à mars 1943, six convois transportèrent trois mille neuf cent sept Juifs, hommes et femmes, vers Drancy puis Auschwitz. Les détenus du camp furent au 1er novembre 1943, transférés au Camp de Nexon en Haute-Vienne.

## Les déportations vers l'Est
Lors de son inspection du camp de Gurs, le capitaine SS Theodor Dannecker ordonna le 18 juillet 1942 que les juifs soient transférés vers l’est de l’Europe. Entre le 6 août 1942 et le 3 mars 1943, les 3 907 juifs qui se trouvaient à Gurs furent envoyés par convois au camp de Drancy, près de Paris, et de là, déportés en six convois en Pologne au camp d'Auschwitz où ils furent presque tous exterminés.

## Réouverture du camp à la Libération
À la Libération, lorsque les Allemands se retirent de la zone, devant les progrès des Alliés en France, les nouveaux responsables français internèrent à Gurs des personnes accusées de collaboration avec les occupants allemands. Il y eut également des Espagnols qui, ayant trouvé refuge en France et lutté dans la Résistance française contre l’occupation allemande, prétendaient alors ouvrir un conflit armé sur la frontière franco-espagnole. Comme la France ne souhaitait pas entrer en conflit avec Franco, on retrouva durant une période courte de tels Espagnols internés à Gurs. Il y eut aussi de façon brève des prisonniers de guerre allemands.

## Le démantèlement
Le camp fut démantelé en 1946, et tomba dans l’oubli. La colline s’est petit à petit recouverte d’une végétation qui ne peut toujours pas absorber les eaux qui coulent de la terre argileuse. On peut voir quelques-unes des pierres qui formaient les chemins et les bases des baraquements, et que durant certains étés des groupes de jeunes extraient pour mettre en évidence la misère dans laquelle près de 64 000 personnes durent vivre à l’une ou l’autre époque du camp.

## Le camp de Gurs aujourd'hui

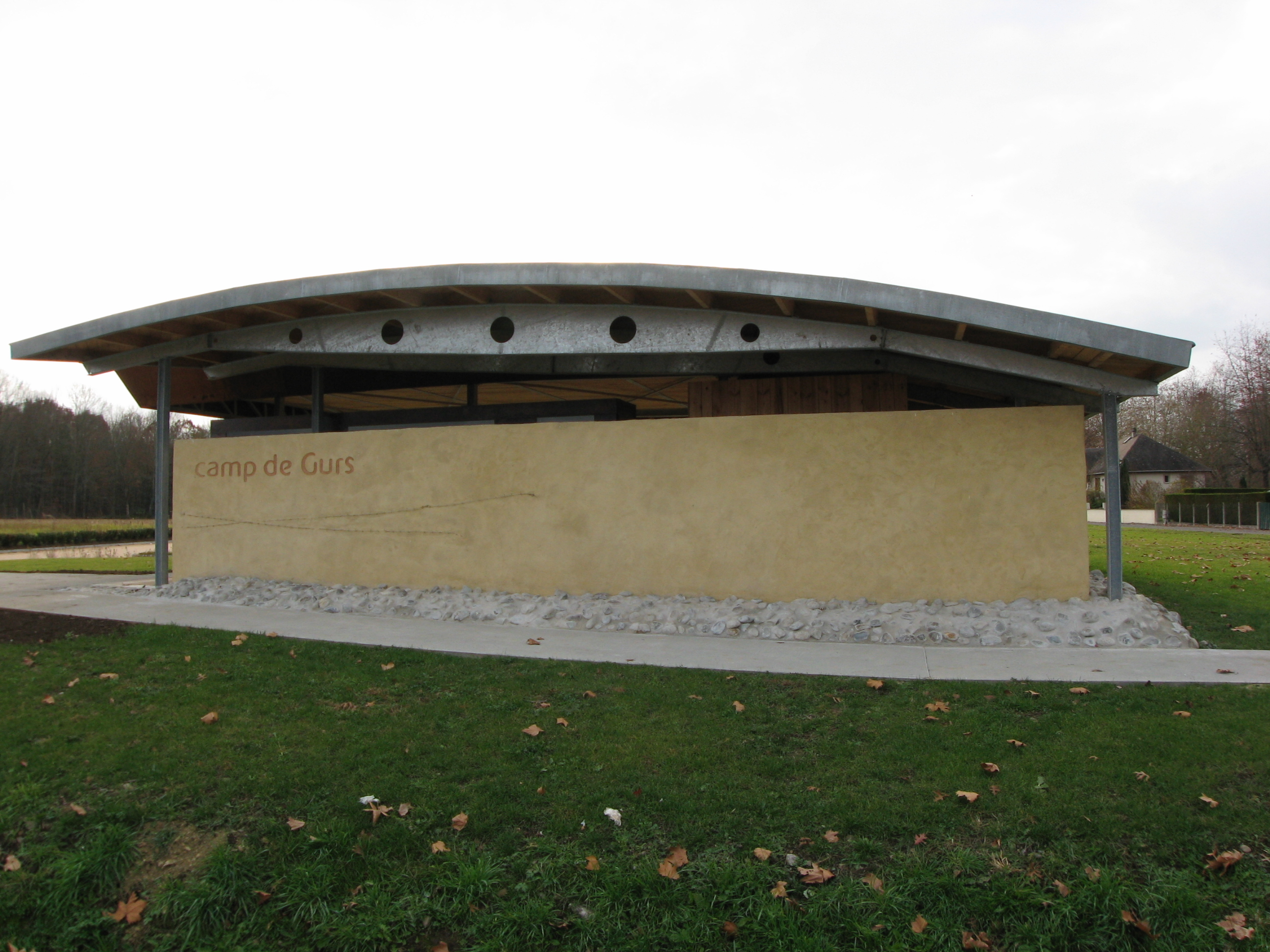
Mémorial.

Dans le camp, il existe une reconstitution d’un symbole de section triangulaire, fait de planches de bois recouvertes de carton imperméabilisé, témoignage de ces centaines de toits identiques à ce modèle qui furent les abris de ces prisonniers. Des monuments rappellent le camp des gursiens comme étaient surnommés les prisonniers par les habitants des villages proches, et comme les prisonniers eux-mêmes finirent par s’appeler.
Depuis 1985, il existe dans le camp un mémorial des combattants de la guerre civile espagnole internés, et dans le cimetière un espace séparé leur a été attribué. En 2000, le Volksbund Deutsche Kriegsgräberfürsorge rénova en profondeur le cimetière.
Une base de données sur 1939–1945 recense 1 017 noms de victimes décédées à Gurs, essentiellement des juifs de Bade et du Palatinat.

### Le projet de valorisation du site
Un projet de valorisation du camp de Gurs, sera porté par le pôle métropolitain Pays de Béarn afin d’en faire un lieu de mémoire avec création d’un centre d’interprétation, est en cours de définition et de programmation.

### L'association et l'Appel de Gurs
En 1979, à l'occasion du 40e anniversaire de la création du camp, des jeunes de la région commencèrent à redonner vie à l’histoire du camp oublié durant des conférences auxquelles ils invitèrent d’anciens internés. Le mouvement trouva écho dans les médias français, allemands et espagnols ; en conséquence l’année suivante se réunit à Gurs les 20 et 21 juin une centaine d’anciens détenus, en provenance de nombreux pays, ainsi que des personnes qui avaient appartenu à la Résistance française ou des survivants de camps d’extermination, donnant naissance à l’association l’Amicale de Gurs. Ils élaborèrent l’appel de Gurs, duquel ressortent des mots comme : « Gurs, symbole du combat et de la souffrance des peuples de l’Europe […] Gurs, camp de concentration, appel à la vigilance, à l’union, à l’action pour que l’homme puisse vivre libre et digne. »
Depuis cette date on procède à Gurs à une commémoration à laquelle participent des organisations juives, des représentants des Pays de Bade, des ex-détenus ou leurs familles, et des personnes de nombreuses autres nationalités qui veulent manifester par leur présence l’obligation, qui doit passer de génération en génération, de ne pas oublier les actes criminels des régimes qui dévastèrent l’Europe durant le XXe siècle.

### Le cimetière

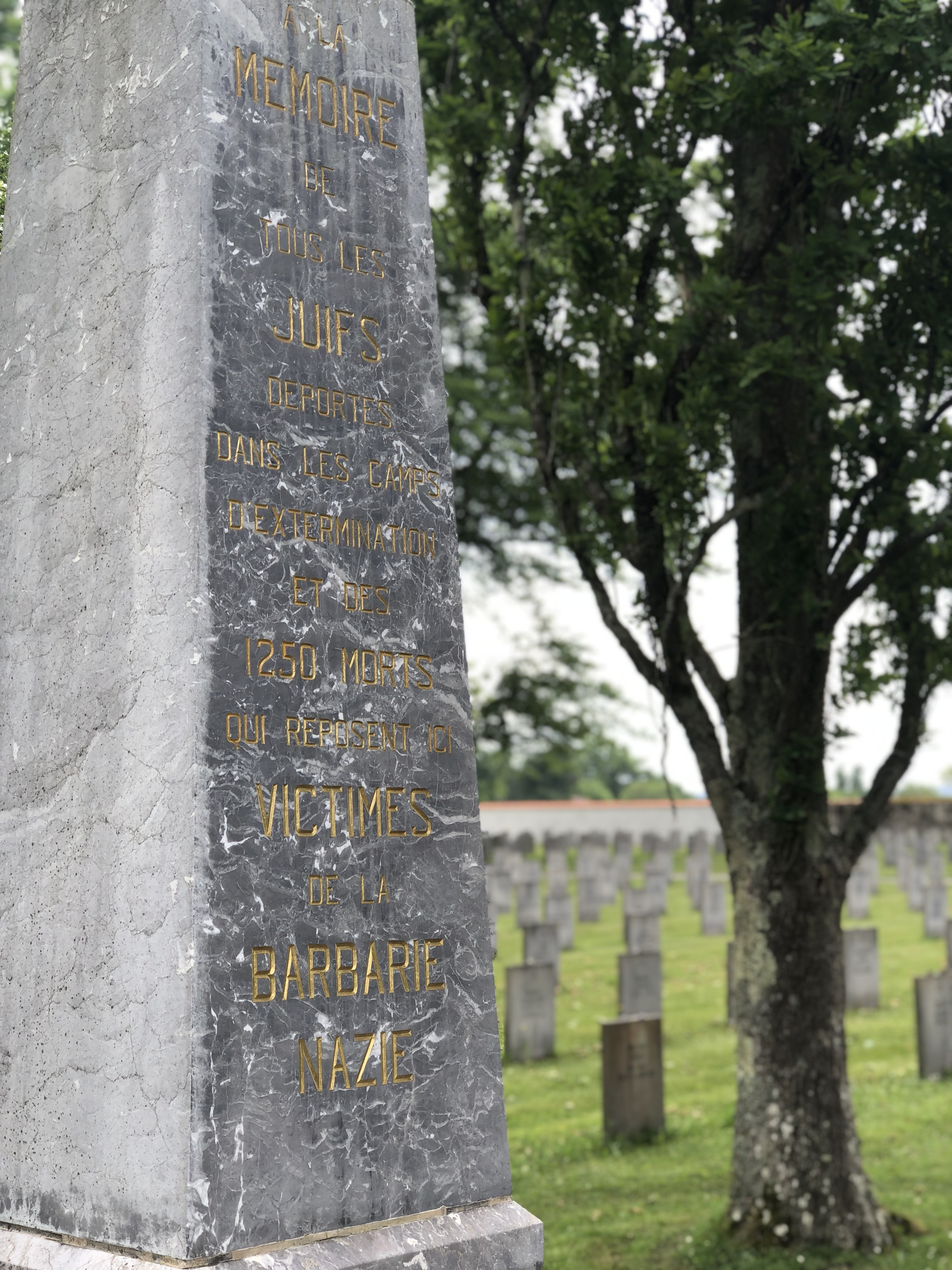
Monument commémoratif dans le cimetière du camp de Gurs

La végétation rustique qui cache le site des « îlots » contraste avec la tranquillité du grand cimetière juif protégé et joliment entretenu par les villes allemandes d’où provenaient les juifs allemands déportés.
L’association française des communautés juives des Basses-Pyrénées, qui après la Libération de 1944 prit en charge l’entretien du cimetière, érigea un monument à la mémoire des victimes. Mais le cimetière devint d’année en année un peu plus oublié. Le maire de Carlsruhe, mis au courant de cet état de fait en 1957, prit l’initiative de faire prendre en charge par sa commune la conservation du cimetière, avec l’appui des associations juives de Bade.
Il prit contact, afin qu’elles participent au projet, avec les localités de Bade d’où des juifs avaient été déportés vers Gurs. L’État français à son tour fit don du cimetière pour une durée de 99 ans à une instance supérieure des associations juives de Bade. Restauré, le cimetière fut rouvert le 26 mars 1963. Les villes allemandes de Carlsruhe, Fribourg, Mannheim, Heidelberg, Pforzheim, Constance et Weinheim assurent la survie économique du cimetière.

## Les statistiques du camp de Gurs
Sources documentaires : Survol Statistique Tableau général; Les internés venant d'Espagne; Les "indésirables"; Les Juifs; Les internés administratifs de la libération
| Basques     | 6 555  |
| Brigadistes | 6 808  |
| Aviateurs   | 5 397  |
| Espagnols   | 5 760  |
| Total       | 24 520 |

| Total | 2 820 |

| Espagnols                | 3 695  |
| Allemands et Autrichiens | 9 771  |
| Français                 | 1 329  |
| Total                    | 14 795 |

| Allemands du Pays de Bade              | 6 538  |
| En provenance du camp de Saint-Cyprien | 3 870  |
| Espagnols                              | 1 515  |
| Autres                                 | 6 262  |
| Total                                  | 18 185 |

| Total | 229 |

| Prisonniers de guerre allemands         | 310   |
| Espagnols anti-franquistes              | 1 475 |
| Collaborateurs avec l'occupant allemand | 1 585 |
| Total                                   | 3 370 |

| Total avant la Libération                 | 60 559 |
| Total après la Libération                 | 3 370  |
| Total des personnes internées (1939-1945) | 63 929 |

## Quelques détenus célèbres
- Henri Abbadie
- Léo Ansbacher, rabbin du camp
- Hannah Arendt
- Marie Arning
- Tatiana Barbakoff
- Bernhard Blumenkranz
- Ernst Busch
- Helga Cazas
- Alfred Cohn
- Joseph Epstein
- Lily Ehrenfried
- Lisa Fittko
- Josep Franch Clapers
- Otto Freundlich
- Rudolf Friemel
- Lisa Gavric
- Johanna Geissmar
- Irma Götze
- Hanka Grothendieck
- Szlama Grzywacz
- Walter Hochmuth (de)
- Hedwig Kaempfer
- Leo Kneler
- Hermann Langbein
- Maria Leitner
- Léo Lev
- Ilario Margarita
- Matéo Maximoff
- Léon Moussinac
- Paul Niedermann
- Eduardo Pisano
- Sepp Plieseis
- Alexandra Ramm-Pfemfert
- Hans Reichel
- Horst Rosenthal
- Charlotte Salomon
- Greta Saur
- Ernst Scholz
- Thea Sternheim
- Luise Straus-Ernst
- Mollie Steimer
- Jacques Sternberg
- Adrienne Thomas
- Georges Vadnaï
- Joseph Weill
- Ruth Peter Worth

## Dans la culture

### Romans sur le camp de Gurs
- Diane Ducret, Les Indésirables, éditions Flammarion, 2017
- Patrick Fort Le Foulard Rouge, éditions Gallimard, 2020
- Gracianne Hastoy, Le Chêne de Guernica, éditions Cheminement, 2003
- Éric Mailharrancin, Des barbelés français, éditions Elkar, 2013
- James de la Boullaye, Les 5 passions d'Erna R., Les Éditions du Menhir, 2020

### Bandes dessinées
- Horst Rosenthal, Mickey au camp de Gurs[24], 1942. Lire sur Wikisource

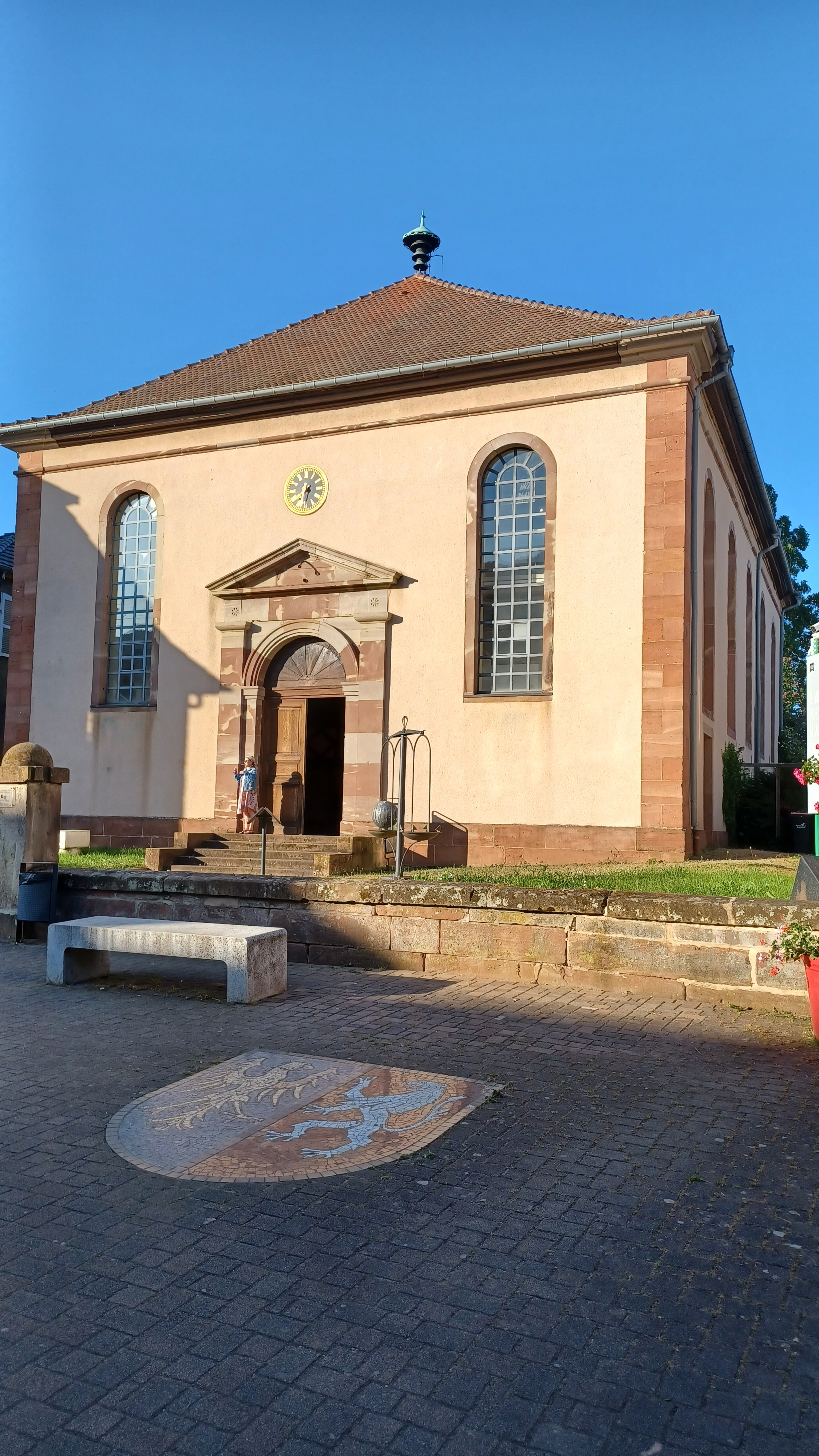
Exposition "Le Camp de Gurs"., Les Dernières Nouvelles d'Alsace.

### Expositions
Brochure accompagnant l'exposition "présentée au vernissage de l'exposition du Musée judéo-alsacien, dans l'ancienne synagogue de Bouxwiller (en Alsace, Bas-Rhin), sur le thème "Le camp d'internement de Gurs" :
- (fr + de) Kaddish d'Ehud Loeb, Curs 1940. Expulsion et assassinat de la population juive du sud-Ouest de l'Allemagne (brochure), 19 décembre 1999, 96 p. (ISBN 978-3-9820289-6-5)A la mémoire de notre collègue Lore Kleiber (1951-2019). La Shoah dépasse toute limite de l'entendement. Elle échappe à toute tentative de représentation.
Extrait p.90 : En France, la Résistance à l'occupant allemand focalise longtemps l'attention et domine la commémoration des crimes nazis. La situation change seulement au milieu des années 1990, lorsque le président de l'époque, Jacques Chirac, reconnait la responsabilité de l'État français dans les déportations des juives et juifs de France. En 1994 l'ancien camp de Gurs devient l'un des trois mémoriaux nationaux. leur mission est de commémorer des persécutions racistes et antisémites ainsi que les crimes contre l'humanité dans lesquels le régime de Vichy s'est commis…